# Andy White
Andrew „Andy” White, właśc. Andrew McLuckie White (ur. 27 lipca 1930 w Stranraer, zm. 9 listopada 2015 w Caldwell) – szkocki perkusista, najlepiej znany z gry na pierwszym singlu zespołu The Beatles – „Love Me Do”.
White był perkusistą studyjnym w latach ’50 i ’60 w Londynie, kiedy to nagrywał z takimi artystami jak Billy Fury, Marlene Dietrich, Herman’s Hermits, Bert Weedon, czy Tom Jones. 
Był żonaty dwukrotnie – z Lyn Cornell, a później z Thea White.
Mieszkał w New Jersey. Był perkusistą Pipe Band Highland, oraz jurorem w stowarzyszeniu orkiestr Eastern United States Pipe Band Association (EUSPBA). W przeszłości był instruktorem gry na perkusji w Nowym Jorku.
Grał na basie na koncertach w zespole Roda Stewarta.
Zmarł na wylew krwi do mózgu.